# Teljawelik
Teljawelik war gemäß altkirchenslawischer Übersetzung der byzantinischen Chronik des Johannes Malalas bei den Litauern ein göttlicher Schmied, der die Sonne geschmiedet und an den Himmel geheftet habe.